# David Kaye
David Kaye, egentligen David V. Hope, född 14 oktober 1964 i Peterborough i Ontario, är en kanadensisk röstskådespelare. Han är bland annat mest känd för att göra rösten till Megatron i fem stycken Transformers-serier (Beast Wars, Beast Machines, Armada, Energon och Cybertron), Optimus Prime i Transformers Animated, Professor X i X-Men: Evolution, Khyber i Ben 10: Omniverse, ett x flertal karaktärer i Avengers: Tillsammans och Albert (engelska: Duckworth) i rebootserien av TV-serien Ducktales. Han har också gjort rösten till bland annat Sesshomaru i Inu Yasha, roboten Clank i spelserien Ratchet & Clank, Nathan Hale i spelserien Resistance och Arishem i Marvel Cinematic Universe-filmen Eternals. Han har tidigare varit bosatt och arbetat i Vancouver, men bor och arbetar sedan år 2007 istället i Los Angeles.
Kaye arbetar sedan en tid tillbaka som utropare för talkshowen Last Week Tonight with John Oliver, som sänds på TV-kanalen HBO. Han är dessutom gift med en kvinna vid namn Maria Hope, med vilken han har en dotter, som i sin tur går under namnet Tianna Hope.

## Filmografi (i urval)

### Animerade TV-serier
- 1996–1997 – Beast Wars: Transformers (TV-serie)
- 1997 – Reboot (TV-serie)
- 2000–2003 – X-Men: Evolution (TV-serie)
- 2005 – Tvillingarna Kramp (TV-serie)
- 2007–2009 – Transformers Animated (TV-serie)
- 2009 – Iron Man: Armored Adventures (TV-serie)
- 2010 – Flapjack (TV-serie)
- 2010–2017 – Regular Show (TV-serie)
- 2012 – Star Wars: The Clone Wars (TV-serie)
- 2012 – Transformers Prime (TV-serie)
- 2012 – The Avengers: världens mäktigaste hjältar (TV-serie)
- 2012–2014 – Ben 10: Omniverse (TV-serie)
- 2012–2019 – Avengers: Tillsammans (TV-serie)
- 2014–2024 – Teen Titans Go! (TV-serie)
- 2015–2016 – TripTank (TV-serie)
- 2015–2017 – Transformers: Robots in Disguise (TV-serie)
- 2015–2017 – Guardians of the Galaxy (TV-serie)
- 2015–2019 – Bara björnar (TV-serie)
- 2016–2021 – Ben 10 (TV-serie)
- 2018 – Legenden om tre caballeros (TV-serie)
- 2018–2021 – Ducktales (TV-serie)
- 2018–2019 – Trolls – Ett gäng med sväng! (TV-serie)
- 2019–2022 – Young Justice (TV-serie)
- 2019–2022 – Gröna ägg och skinka (TV-serie)
- 2020–2022 – Scooby-Doo och vem tror du? (TV-serie)
- 2021–2022 – He-Man and the Masters of the Universe (TV-serie)
- 2024 – What If...? (TV-serie)

### Animeserier
- 1986 – Maison Ikkoku (till 1987)
- 1989 – Ranma ½ (till 1991)
- 1997 – Dragon Ball Z (till 2001)
- 2000 – Inu Yasha (till 2004)
- 2002 – Ghost in the Shell: Stand Alone Complex
- 2003 – Transformers: Armada (till 2004)
- 2004 – Transformers: Energon
- 2005 – Transformers: Cybertron (till 2006)

### Filmer
- 1996 – Mowgli (engelskspråkig dubbning)
- 1998 – Rudolf med den röda mulen
- 2000 – Caspers spöklika jul
- 2002 – Barbie som Rapunzel
- 2006 – Myrmobbaren
- 2006 – Barbie och de 12 dansande prinsessorna
- 2007 – Barbie som Öprinsessan
- 2008 – Barbie – Mariposa och hennes vänner fjärilsälvorna
- 2009 – Upp
- 2014 – Edge of Tomorrow
- 2016 – Ratchet & Clank
- 2018 – Teen Titans Go! Filmen
- 2018 – Scooby-Doo! och Gourmetspöket
- 2021 – Eternals

### Videospel
- 2002 – Ratchet & Clank
- 2003 – Impossible Creatures
- 2003 – Ratchet & Clank 2: Locked and Loaded
- 2004 – Baldur's Gate: Dark Alliance II
- 2004 – Pitfall: The Lost Expedition
- 2004 – Transformers
- 2004 – Ratchet & Clank 3
- 2005 – Psychonauts
- 2005 – Ratchet: Gladiator
- 2007 – Ratchet & Clank: Size Matters
- 2007 – Ratchet & Clank: Tools of Destruction
- 2009 – Terminator Salvation
- 2009 – Ratchet & Clank: A Crack in Time
- 2010 – Spider-Man: Shattered Dimensions
- 2011 – Playstation Move Heroes
- 2011 – Dead Island
- 2011 – Ratchet & Clank: All 4 One
- 2011 – Batman: Arkham City
- 2012 – Ben 10: Omniverse
- 2012 – Playstation All-Stars Battle Royale
- 2012 – Ratchet & Clank: QForce
- 2013 – The Cave
- 2013 – Dead Island: Riptide
- 2013 – The Wolf Among Us
- 2013 – Ben 10: Omniverse 2
- 2013 – Ratchet & Clank: Nexus
- 2014 – Disney Infinity 2.0
- 2015 – Disney Infinity 3.0
- 2016 – Ratchet & Clank
- 2017 – Super Bomberman R
- 2017 – Marvel vs. Capcom: Infinite
- 2019 – Marvel Ultimate Alliance 3: The Black Order
- 2021 – Ratchet & Clank: Rift Apart
- 2021 – Psychonauts 2
- 2021 – Nickelodeon All-Star Brawl
- 2022 – Star Ocean: The Divine Force
- 2023 – Nickelodeon All-Star Brawl 2